# Communauté de communes du Périgord noir
La communauté de communes du Périgord noir est une ancienne communauté de communes française, située dans le département de la Dordogne et la région Aquitaine.

## Historique
Créée le 30 décembre 1997 avec sept communes, la communauté de communes du Périgord noir prend effet le 1er janvier 1998.
Au 31 décembre 2010, elle fusionne avec la communauté de communes du Sarladais. La nouvelle intercommunalité conserve temporairement le nom de communauté de communes du Périgord noir, avant de devenir la communauté de communes Sarlat-Périgord noir le 17 mai 2011.

## Composition
Elle regroupait sept communes :
1. Beynac-et-Cazenac
2. Carsac-Aillac
3. La Roque-Gageac
4. Saint-André-d'Allas
5. Saint-Vincent-de-Cosse
6. Vézac
7. Vitrac

## Administration
| Période      | Période       | Identité      | Étiquette | Qualité                  |
| ------------ | ------------- | ------------- | --------- | ------------------------ |
| janvier 1998 | décembre 2010 | Jérôme Peyrat | UMP       | Maire de La Roque-Gageac |

## Compétences
- Action sociale
- Activités culturelles
- Assainissement
- Cadre de vie
- Collecte des déchets
- Environnement
- Foncier
- Pays du Périgord noir
- Tourisme
- Transports collectifs
- Voirie
- Zones d’activités (artisanale, commerciale, industrielle, tertiaire ou touristique)
- Zones d'aménagement concerté (ZAC)

### Sources
- Le SPLAF (Site sur la Population et les Limites Administratives de la France)
- La base ASPIC de la Dordogne - (Accès des Services Publics aux Informations sur les Collectivités)